# AC TION
AC TION is een Enschedese atletiekclub die is opgericht op 1 februari 1948. De afkorting 'AC TION' staat voor Atletiek Club Twente Is Onze Naam. AC TION heeft een loopgroep, een meerkampgroep en een nordic walkinggroep. De meerkamp onderdelen worden beoefend op de atletiekbaan in Enschede.
De Enschedese vereniging is aangesloten bij de Atletiekunie. De Atletiekunie heeft Nederland ingedeeld in 24 regio's. AC TION zit samen met 16 andere verenigingen in de regio Twente. 
De vereniging telt circa 600 leden. Binnen AC TION kan elk lid invloed hebben op wat er gebeurd binnen de club. De leden zijn het hoogste bestuursorgaan. De atletiekclub organiseert regelmatig evenementen en wedstrijden, waaronder de Herfsloop in Enschede en de Rutbeekcross die deel uitmaakt van de Twentse Cross Competitie. De club kent ook een aantal Nederlands kampioenen.

## Geschiedenis
AC TION is ontstaan uit SV De Enschedeese Boys en is opgericht op 1 februari 1948. De naam AC TION is destijds gekozen omdat er bezwaren waren tegen de naam 'Twente'. In de eerste jaren van bestaan trainde de vereniging op het voetbalveld van Achilles in Driene en later op sportpark Scheurserve. Bij vv Phenix werd later later een sintelbaan aangelegd die geschikt was voor de atletieksport. AC TION trainde er jarenlang tot in 1956 het Diekmanstadion in gebruik werd genomen met een voor die tijd prachtige accommodatie. Er werden destijds grote internationale wedstrijden georganiseerd en ook de wedstrijden van Sportclub Enschede en F.C. Twente vonden er plaats. Er werd al lange tijd verlangt naar een kunststoffen atletiekbaan en in 1990 was het eindelijk zo ver. Accommodatie "de Wesselerhoek" werd geopend
In 1964, na de fusie van AV Enschede en AC Memphis, waren er nog twee atletiekclubs in Enschede: AC TION en AC Fortis. AC Fortis trainde op de atletiekbaan van de Universiteit Twente. In januari 1993 werd het 25-jarige jubileum nog gevierd door AC Fortis maar mede door schaalvergroting en de nieuwe kunststofbaan werd door de leden van AC TION en AC Fortis besloten om per 1 april 1996 samen verder te gaan als één atletiek club. AC TION en AC Fortis werden één vereniging en sindsdien is er behalve studenten-atletiekclub (DRAV KRONOS) nog één grote atletiekclub in Enschede: AC TION.